# المسرح الجنوبي (جرش)
المسرح الجنوبي في جرش هو مسرح روماني يقع في المنطقة الأثريّة لمدينة جرش في شمال الأردن، وهو أضخم مسارحها. تم تشييده في القرن الأول الميلادي، ويستع لحوالي 3,000 - 5,000 متفرج، كما أنه تم تصميمه ليلائم النظام الصوتي في جميع زواياه، والذي لا يزال يخدم كما كان في فترة إنشائه. كما يتم اليوم استخدامه في المناسبات الثقافية والفنية، كمهرجان جرش.

## وصلات خارجية
- فلم «أنا جرش» - تاريخ وفن العمارة في المدينة القديمة بجرش